# Aylín Mujica
Aylín Mújica Ricard (Havana, 24 de novembro de 1974) é uma atriz e modelo cubana, com carreira no México e Estados Unidos.

## Biografia
Aylín começou estudando aos 8 anos na Escola Nacional de Ballet, onde fez dança folclórica, ballet clássico, coreografia e música. Aos 18 anos ingressou no Instituto Superior de Artes, para estudar drama e logo após estudou na Escola Internacional de Cine em Havana.
Em 1992, viajou ao México para a sua carreira com videoclipes de artistas como Marcelo Cezán, Willy Chirino e Albita Rodríguez entre outros.
Estreou na televisão em 1995, na telenovela La dueña.
Em 1999 protagonizou a telenovela Yacaranday, junto com Jorge Luis Pila, na TV Azteca.
Em 2006, começou a trabalhar para a Telemundo e participou de telenovelas como Marina (2006), Niños ricos, os padres dos pobres (2009), e Aurora (2010).
Em 2012 interpretou uma das antagonistas da telenovela Corazón valiente.
Em 2014, interpretou uma das antagonistas da telenovela Los miserables.
Em 2018 participou da telenovela La bella y las bestias, interpretando La Madame.

## Carreira

### Telenovelas
| Ano       | Telenovela                 | Personagem                                         |                       |
| --------- | -------------------------- | -------------------------------------------------- | --------------------- |
| 1995      | La dueña                   | Fabiola Hernández                                  | Antagonista           |
| 1996      | Canción de amor            | Estrella                                           | Coadjuvante           |
| 1998      | Señora                     | Isabel Fernández                                   | Antagonista           |
| 1999      | Yacaranday                 | Yacaranday / Mónica Robles                         | Protagonista          |
| 1999-2000 | Háblame de amor            | Lucía Velázquez                                    | Coadjuvante           |
| 2002      | Agua y aceite              | Déborah Alcalá                                     | Antagonista           |
| 2004-2005 | La heredera                | Lorena Beatríz Madero Grimaldi                     | Co-Protagonista       |
| 2006-2007 | Marina                     | Verónica Saldívar Castaño / Laura Saldívar Castaño | Principal Antagonista |
| 2008      | Sin senos no hay paraíso   | Lorena Magallanes                                  | Antagonista           |
| 2009-2010 | Niños ricos, pobres padres | Verónica Ríos de la Torre                          | Principal Antagonista |
| 2010-2011 | Aurora                     | Vanessa Miller Quintana Vda. de Hutton             | Principal Antagonista |
| 2012-2013 | Corazón valiente           | Fernanda del Castillo / Victoria Villafañe         | Principal Antagonista |
| 2014-2015 | Los miserables             | Liliana Durán Monteagudo "La Diabla"               | Principal Antagonista |
| 2018      | La bella y las bestias     | María Estela González "La Madame"                  | Antagonista           |
| 2020      | Como tú no hay dos         | Oriana Jasso Murillo                               | Principal Antagonista |
| 2022      | Amores que engañan         | Diana, ep: derecho a ser feliz                     | Protagonista          |
| 2023      | Juego de mentiras          | Rocío Jiménez                                      | Antagonista           |
| 2025      | Velvet: el nuevo imperio   | Gloria Olivera de Márquez                          | Antagonista           |

### Cinema
- Desde dentro (2015) - Carmen Altamirano
- A propósito de Alexa (2007) - Elisa
- Mi amor secreto (2006)
- Los cómplices del infierno (1995)
- El castrado (1995) - Doctora
- El jinete de acero (1994) - Gloria

### Teatro
- Hijas de su madre (2017) - Ignacia
- Celia, el musical (2016) - Celia Cruz[7]
- Manos quietas (2012)
- Drácula (1999)
- The Best Little Whorehouse in Texas
- La Cenicienta